# Tritoniella belli
Tritoniella belli Eliot, 1907 è un mollusco nudibranchio della famiglia Tritoniidae.

## Distribuzione e habitat
Antartide, Penisola Antartica, Isole sub-antartiche di Georgia del Sud, Isole Shetland Meridionali, Isole Kerguelen, dai 18 ai 700 metri di profondità.